# 乔伊·圣地亚哥
约瑟夫·阿尔贝托·“乔伊”·圣地亚哥（英語：Joseph Alberto "Joey" Santiago，1965年6月10日—）是一位菲律宾裔美国吉他手兼作曲家，于1986年出道，以身为美国另类摇滚乐队小妖精的主音吉他手闻名。1993年乐队解散后，他为多部电影和电视纪录片谱写配乐，并和夫人林达·马拉里（Linda Mallari）共同组建乐队。他还参与过查尔斯·道格拉斯（Charles Douglas）和小妖精乐队队友弗兰克·布莱克（Frank Black）的唱片制作。2004年小妖精乐队重聚，圣地牙哥回归继续担任主音吉他手。
圣地亚哥认为，自己的吉他演奏技巧受到莱斯·保罗、乔治·哈里森、切特·阿特金斯、韦斯·蒙哥马利（Wes Montgomery）、乔·帕斯和吉米·亨德里克斯的影响，演奏风格曲折而富棱角。他在小妖精乐队中的吉他演出受到乐评人的高度评价，音乐电视网的劳雷尔·鲍曼认为，圣地亚哥的吉他音乐是小妖精乐队风格的关键组成部分。

## 早年生活和教育
约瑟夫·阿尔贝托·圣地亚哥于1965年6月10日生于菲律宾的马尼拉，在家中的6个儿子里排行老三，父亲是位麻醉科医师。1972年，菲律宾总统费迪南德·马科斯宣布戒严，圣地亚哥与家人迁居美国。一家人先在纽约州扬克斯生活了两年，然后再迁至马萨诸塞州汉登县小镇朗梅多（Longmeadow）:10，亚地牙哥在此就读朗梅多高中，后于1983年从韦伯拉汉·莫森中学毕业。亚地牙哥首次接触乐器是在8岁那年弹奏哈蒙德电风琴，但由于要和另外5个兄弟一起学，他始终没有对这种乐器真正产生兴趣。9岁时，他在大哥房间的墙上看到一把用于装饰的古典吉他，这也成为他演奏吉他的开始。圣地亚哥学会的第一首歌是地下丝绒的《摇滚乐》（Rock and Roll）。
少年时期，圣地亚哥对计算机编程产生兴趣，把自己编的第一和第二个程序以朋克摇滚乐手伊基·波普命名为“伊基”（Iggy）和“波普”（Pop）:9。他还参与过骑自行车穿越美国的慈善宣传活动，并且完成后也没有前去找赞助商收取费用。
1983年高中毕业后，圣地亚哥进入马萨诸塞大学阿默斯特分校学习。起初他没有选择主修课程:9，直至大学规定的最后期限才选择经济学。一次，圣地亚哥听到主修人类学的查尔斯·汤普森（Charles Thompson，即之后组建小妖精乐队的弗兰克·布莱克）和室友一起弹奏吉他，两人由此相识。圣地亚哥急匆匆地赶回家取来吉他，回校后很快就开始和汤普森一起演奏“既非蓝调，也成不了招牌曲目的摇滚”。:11–12
圣地亚哥和汤普森从第二个学期开始成为室友:9。在圣地亚哥的引荐下，汤普森开始接触20世纪70年代的朋克音乐和大卫·鲍伊的作品。回首这段高校时光，圣地亚哥称：“查尔斯和我在大学宿舍里住同一间房。我们一起去看演出，记得有看过黑旗乐队和焦虑乐队。我从一开始就感觉，我们就是乐于和彼此待在一起。我很快就发现他在弹奏音乐……他会写（一些歌曲），而我则会把想法融入吉他里去。”:9大学第二年，汤普森以交换生身份前往波多黎各，面对“古怪而神经质的室友”熬过6个月后:12，他给圣地亚哥去信，称“我们一定要行动，趁现在，乔（指乔伊·圣地亚哥），我们一定要追寻自己的梦想”。圣地亚哥在回信中表示同意：“是的，现在正是时候。”收到回信后，汤普森决定返回马萨诸塞州汉普夏县的阿默斯特（Amherst），同圣地亚哥组建摇滚乐队。:12

## 小妖精乐队
汤普森回到马萨诸塞州后，两人从学校退学并前往波士顿。他们都在仓库找了份儿临时工，圣地亚牙还有在砧板公司打工:11。1986年1月，汤普森和圣地亚哥组建小妖精乐队:13。汤普森让圣地亚哥自己决定担任贝斯手还是主音吉他手，圣地亚哥选择了后者:15。乐队的名称是由圣地亚哥随机在字典中找了个词，并且对其词义感到满意：“淘气的小精灵”。两人在波士顿一家报纸上刊出招聘贝司手的分类广告，并在一周后请来金·迪尔（Kim Deal），之后再在迪尔丈夫的举荐下聘请大卫·洛夫林担任鼓手:18。
1986年的大部分时间里，小妖精乐队都在排练，并且从1986年底开始在波士顿多地演出至1987年。1987年一次演出后，圣地亚哥结识了琳达·马拉里（Linda Mallari），马拉里称自己祖上也来自菲律宾，提议两人一起创作音乐。接下来她又表示有意加入乐队，但圣地亚哥回答：“我们乐队里已经有妞儿了。”两人之后结为夫妻，圣地亚哥在小妖精乐队期间经常和马拉里一起创作歌曲并畅饮马提尼酒，但两人创作的内容始终没有发布。据圣地亚哥所说，两人刚开始交往那阵曾数度分手:25。
1987年，小妖精乐队与英国独立唱片公司4签约。圣地亚哥在乐队同该公司负责人伊沃·瓦特-拉塞尔（Ivo Watts-Russell）会面时称：“我只在乎一件事，那就是你要让我在菲律宾打响名气，因为那儿的妞都很漂亮。”瓦特-拉塞尔之后表示：“我真正听到乔伊所说的好像也就这些，”:66并且到了这个时候，许多与乐队走得比较近的人都发现圣地亚哥是个沉默寡言的人:34。签约同年，小妖精乐队发行首张唱片《来吧朝圣者》（Come On Pilgrim），其中的《假日之歌》（The Holiday Song）和《瓦莫斯》（Vamos）就带有圣地亚哥棱角分明的标志性主音吉他表演:27。
1988年至1989年，小妖精乐队先后发布《弄潮儿罗莎》（Surfer Rosa）和《杜利特尔》（Doolittle）两张唱片，但乐队成员之间的关系也因持续进行的巡回演出和两年连发三张专辑带来的压力变得紧张。《杜利特尔》和（意为“性交或战斗”）巡回演出的最后一站回到波士顿进行，但圣地亚哥就在这次演出时爆发，摔毁自己的乐器后冲下台，乐队很快就宣布要休整一段时间。在此期间，圣地亚哥前往科罗拉多大峡谷“找寻自我”。1990年，乐队再度聚首，圣地亚哥参与制作了乐队的两张专辑，分别是1990年的《波莎诺娃》（Bossanova）和1991年的《欺骗世界》（Trompe le Monde），在《波莎诺娃》中尝试完全不同的吉他演奏风格。小妖精乐队于1992年解散，不过解散的真实原因要到1993年才公布，主要是因为汤普森和迪尔之间的关系紧张:173。

## 乐队、作曲
小妖精乐队解体后，圣地亚哥有几年陷入抑郁:185，但还是和布莱克·弗朗西斯（汤普森的艺名，他很快会开始采用新艺名弗兰克·布莱克）保持着良好关系。1993年，正在录制自己第一张专辑《弗兰克·布莱克》（Frank Black）的布莱克主动同圣地亚哥取得联系，询问对方是否愿意前来担任主音吉他手。圣地亚哥接受邀请，和马拉里一起从佛罗里达州的家里开车前往洛杉矶。夫妻俩还在一时兴起之下搬进布莱克在洛杉矶的老公寓。圣地亚哥在弗兰克·布莱克的多张个人专辑中演奏主音吉他，其中包括1994年的《年度少年》（Teenager of the Year），他还在同年史蒂夫·韦斯特菲尔德（Steve Westfield）的唱片《撕裂》（Mangled）中担任主音吉他手。一年后，他和夫人马拉里组建乐队（字面意为“马提尼”乐队，两人之前经常在一起喝马提尼酒）。1995年，两人自行录制单曲《自由》（Free），这首歌收录在同年电影《酷哥炫妹也疯狂》（Empire Records）的电影配乐中，也是乐队在20世纪唯一发布的作品。直到2001年时，乐队也只是偶尔举行现场演出。
20世纪90年代中期，圣地亚哥开始探究音频编辑软件:185。他先后为多部独立电影作曲，其中包括2000年的《都市郊区的罪与罚》（Crime and Punishment in Suburbia，与布莱克合作完成），还和迈克尔·安德鲁斯（Michael Andrews）一起为福克斯公司电视剧集《主修未定》（Undeclared）谱写配乐。他继续在多张唱片中担任主音吉他手，还在2004年查尔斯·道格拉斯的唱片《治国方略》（Statecraft）中献艺。2003年电影《低预算时光机》（The Low Budget Time Machine）也是由圣地亚哥谱曲，他还为娱乐时间电视网2005年播出的剧集《单身毒妈》创作了两首歌曲：《生日影片》（Birthday Video）和《假钱包》（Fake Purse）。
马拉里和圣地亚哥继续在乐队中进行创作，但已不再进行现场演出。他们的第一张唱片《重击》（Smitten）光创作就花了两年，于2004年发布。唱片录制期间，夫妻俩与包括鼓手乔什·弗里兹在内的多位音乐人合作。圣地亚哥在接受采访时称，这张唱片与乐队过去的作品相比更怪异，也更容易让人上瘾，乐队还在同期发布同名迷你专辑。

## 重返小妖精乐队及未来的计划
圣地亚哥在1993年小妖精乐队解散后仍然同每位乐队成员保持联系。2003年夏，布莱克决定让小妖精乐队重新聚首，他首先联系的就是圣地亚哥。据圣地亚哥回忆：“他打到我手机上时，我正在鳕鱼角看望家人。他用这么种忸怩作态的嗓音对我说：‘嘿乔伊，那个，你有没有听到江湖上传言，说我们会再度聚首？啧啧，我真纳闷这话是谁传出来的。’我回答：‘查尔斯，是你干的吧？’然后他回答：‘是啊。’”圣地亚哥于是同大卫·洛夫林和金·迪尔取得联系，告知他们布莱克的打算，乐队到2004年夏已经重聚。2004年初，梦工厂邀请小妖精乐队为《史瑞克2》创作一首歌曲，他们接受了邀请，并在圣地亚哥的地下室里录制了几个早期版本。据迪尔表示，乐队在这以后“利用乔伊的软件做了一些调整”，再将歌曲发给梦工厂。梦工场没有接受这首歌，所以乐队之后将之作为单曲发布。:208
除了在小妖精乐队和乐队表演外，圣地亚哥还于2006年为纪录片《光芒四射的城市》（Radiant City）谱曲。同年，他和广告音艺公司埃利亚斯艺术（Elias Arts）签约，开始专注于为电视广告创作背景音乐。2006年3月，圣地亚哥在接受网站采访时表示，小妖精乐队短期内还不可能会有唱片发布：“我只会在自然而然的情况下才会对之（指录制唱片）感兴趣；如果所有人的日程都合适，而且都觉得有必要，我们才有可能这么做。”。2007年2月，圣地亚哥同乐队在慈善音乐会演出，为身患癌症的沃利·英格拉姆（Wally Ingram）筹资，这也是乐队6年来的首场演出。2014年，圣地亚哥和小妖精乐队其他成员推出最新专辑《独立辛迪》（Indie Cindy）。

## 音乐风格
圣地亚哥认为自己的吉他演奏风格“曲折而富棱角”，“所有从吉他声中产生的内容都让我的耳朵振作起来”。值得注意的是，他会在演奏过程中利用失真和回馈力保持音乐空间的开放性，歌曲的开头部分就是这种特色的明证。圣地亚哥表示，自己这种风格很大程度上应当归功于刚学吉他时几首他很喜欢的歌曲，如披头士的《萨伏依松露》（Savoy Truffle），“我爱上乔治·哈里森演奏的那种棱角分明的音符，此后就在所有值得采用的地方演奏。”小妖精乐队唱片《杜利特尔》的歌曲《死亡》（Dead）开头就采用了这种技巧，圣地亚哥的吉他在降E大调上发出“唧唧喳喳的叫声”，仿佛“受伤的动物。”:92圣地亚哥当时还在学习吉他，所以自认属业余乐手，在谈论自己的演出时有些缺乏自信:12。
与收听流行电台相比，成长时期的圣地亚哥更倾向于到公共图书馆借来摇滚乐唱片，他先后听过萊斯·保羅和吉米·亨德里克斯，然后又接触了爵士吉他手韦斯·蒙哥马利的作品。圣地亚哥之后这样评价蒙哥马利对自己的影响：“就是那个时候我说，‘哇，这东西真吸引人，真是爵士世界里非常引人入胜的一部分’。”他还通过爵士乐和乡村音乐专辑熟悉乔·帕斯和切特·阿特金斯。。圣地亚哥受到“亨德里克斯和弦”（Hendrix chord）直接影响，作家本·西萨里奥（Ben Sisario）认为，这种和弦“带有可与汤普森的恐怖尖叫相匹配的隐藏怒火”:12。圣地亚哥在少年时期还听过包括谁人乐队、滚石乐队、地下絲絨和伊基·波普在内前朋克艺术家的作品:6。
圣地亚哥在舞台上的滑稽动作经常和他平时偏向沉稳的风格形成鲜明对比，他经常会在歌曲表演期间用自己的吉他和其它设备做试验。据迪尔的丈夫约翰墨菲（John Murphy）所说，表演歌曲《瓦莫斯》时，圣地亚哥曾把自己的功放打得东倒西歪，还经常把放大器拿起来四处乱放。:27他还会在部分独奏段落将吉他朝嘴里塞，用牙把吉他弦咬断:89。

## 唱片

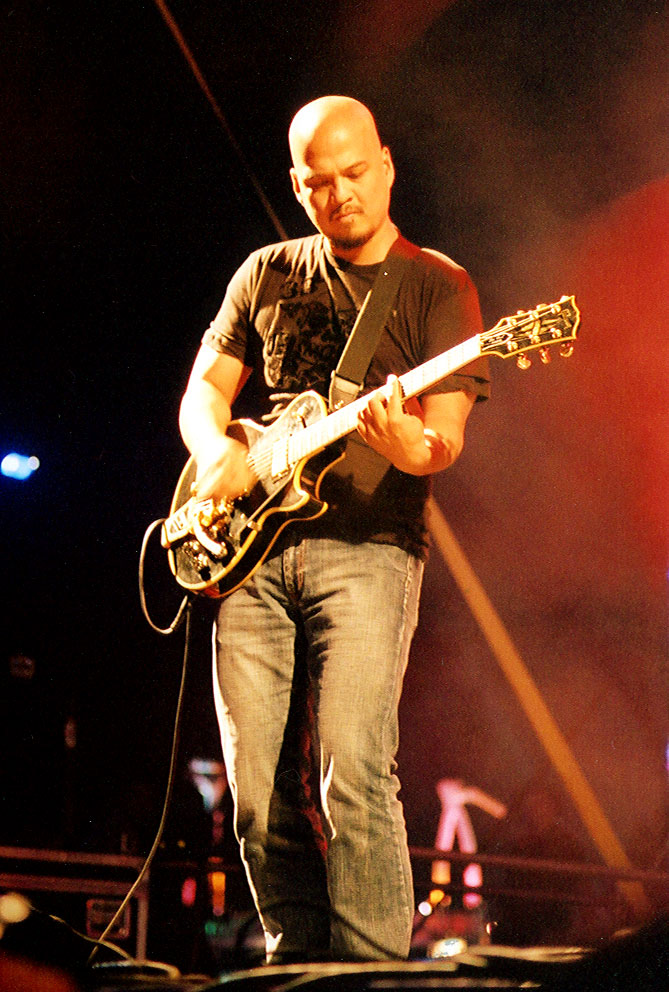
2005年，圣地亚哥在圣地亚哥街景音乐节上演出。

### 小妖精乐队
- 《来吧朝圣者》（1987年）
- 《弄潮儿罗莎》（1988年）
- 《杜利特尔》（1989年）
- 《波莎诺娃》（1990年）
- 《欺骗世界》（1991年）
- 《独立辛迪》（2014年）

### 弗兰克·布莱克
- 《弗兰克·布莱克》（1993年[19]）
- 《年度少年》（1994年）
- 《沙中狗》（Dog in the Sand，2001年[20]）
- 《恶魔作坊》（Devil's Workshop，2002年[21]）
- 《让我看看你的眼泪》（Show Me Your Tears，2003年[22]）
- 《弗兰克·布莱克·弗朗西斯》（Frank Black Francis，重新编辑，2004年[23]）

### 乐队
- 《重击》及同名迷你专辑（Smitten，2004年[24]）

### 其它作品
如无特别说明，圣地亚哥在这些作品中都是演奏吉他：
- 《撕裂》（史蒂夫·韦斯特菲尔德唱片，1994年）
- （霍利·麦克纳兰德唱片，1997年[25]）
- 《来自谷仓》（It Came from the Barn，制作人，1997年[26]）
- 《脚下所在即是家》（Home Is Where My Feet Are，霍利·麦克纳兰德唱片，2002年[27]）
- 《治国方略》（查尔斯·道格拉斯唱片，2004年）
- 《单身毒妈：原创系列音乐》（《单身毒妈》，2005年）
- 《追求你的幸福》（In Pursuit Of Your Happiness，马克·马尔卡希唱片，2005年[28]）
- 《向谢尔·希尔弗斯坦致敬》（Twistable, Turnable Man: A Musical Tribute To The Songs Of Shel Silverstein，2010年[29]）